# Louis Krages
Louis Krages (Brema, 12 agosto 1949 – Atlanta, 11 gennaio 2001) è stato un imprenditore e pilota automobilistico tedesco.
Meglio conosciuto con lo pseudonimo di John Winter, ha corso per molti anni per il Joest Racing, con questo team vinse la 24 Ore di Le Mans e la 24 Ore di Daytona.

## Gli esordi nell'automobilismo
Krages iniziò la sua carriera di pilota ad alto livello sul finire degli anni settanta pilotando potenti Porsche 935, per non allarmare la sua famiglia (proprietaria di un'azienda di commercio di legname e coinvolta anche nel settore dell'arte e dell'antiquariato), ma soprattutto la madre, che ritenevano pericolose le competizioni automobilistiche, decise di adottare uno pseudonimo in modo tale da non rendere pubblico il suo nome, tenendo così nascosto ai famigliari e ai conoscenti il suo passatempo.

## Risultati sportivi
Nel 1985 la squadra tedesca Joest Racing, si presentava a Le Mans con la propria Porsche 956 come vincitrice dell'edizione precedente, annoverando nelle proprie file due piloti professionisti come Klaus Ludwig e Paolo Barilla, ma con l'incognita relativa alle prestazioni che avrebbe potuto mantenere in gara il gentleman-driver John Winter, considerando che andava a sfidare le Porsche 962 ufficiali che godevano dei favori dei pronostici. In gara Winter guidò per un singolo stint nelle prime ore notturne di sabato per poi lasciare la guida ai compagni specialisti, al termine della corsa, il team Joest vinse nuovamente la 24 Ore di Le Mans, per Winter e Barilla fu l'apice della propria carriera sportiva, mentre per Ludwig fu l'ultima delle sue tre vittorie a Le Mans, il team Joest vinse con lo stesso telaio vincitore l'anno precedente, che a livello statistico accadeva per la seconda volta nella storia della corsa, dopo la Ford GT40 nel 1968 e nel 1969.
In seguito al successo e sull'onda del ritorno mediatico, la vera identità di John Winter fu scoperto dai famigliari: sua madre acquistando un quotidiano vide la foto del figlio sul podio di Le Mans.
Krages, ora col suo vero nome, gareggiò diverse stagioni nell'Interserie Tedesca, partecipandovi con vetture Porsche private e vincendo il titolo nel 1986 e continuò a partecipare regolarmente alla 24 Ore di Le Mans, totalizzando 10 partecipazioni alla gara. Oltre alla vittoria assoluta nel 1985, il suo miglior risultato fu il 3º posto nell'edizione del 1988 con una Porsche 962 sempre schierata dal team Joest Racing. Con la stessa vettura vinse anche la 24 Ore di Daytona 1991 alternandosi alla guida del prototipo con i piloti Frank Jelinski, Henri Pescarolo, Hurley Haywood e Bob Wollek.
Winter continuò a correre nel campionato IMSA GTP per il Joest Racing fino alla stagione sportiva 1993, ultimo anno di attività della serie.
Nel 1994, Krages sempre con il Team Joest disputò il DTM, guidando una Opel Calibra, ma nel corso della 10ª prova di campionato in gara 1 presso il circuito dell'AVUS, fu coinvolto in un grave incidente nel quale la sua macchine si incendiò. Negli anni seguenti, guidò una Mercedes-Benz Classe C privata, fino al termine della serie automobilistica, nel frattempo ribattezzata ITC, conclusasi nel 1996.

## Il ritiro e la morte
Krages successivamente vendette le sue attività aziendali in Germania ed emigrò negli USA, ad Atlanta, dove iniziò un'attività nell'imprenditoria dei giocattoli.
Nel 2001, in seguito a problemi finanziari della sua azienda e per disturbi di depressione di cui soffriva, commise un suicidio sparandosi nella propria casa.